# Biatah bidayuh
Le biatah bidayuh est une langue austronésienne parlée en Malaisie, dans l'État de Sarawak, dans le district de Kuching, ainsi qu'en Indonésie, dans le Kalimantan. La langue appartient à la branche malayo-polynésienne des langues austronésiennes.

## Classification
Le biatah bidayuh est une des langues dayak des terres, un groupe des langues malayo-polynésiennes occidentales.

## Phonologie
Les tableaux présentent la phonologie du biatah bidayuh parlé dans le « kampong » de Kuap, au Sarawak.

### Voyelles
|         | Antérieure | Centrale | Postérieure |
| ------- | ---------- | -------- | ----------- |
| Fermée  | i [i]      | ɨ [ɨ]    | u [u]       |
| Moyenne | e [e]      | ə [ə]    | o [o]       |
| Ouverte |            | a [a]    |             |

### Consonnes
|              |              | Bilabiales | Alvéolaires | Dorsales | Dorsales | Glottales |
| ------------ | ------------ | ---------- | ----------- | -------- | -------- | --------- |
| Palatales    | Vélaires     | Bilabiales | Alvéolaires |          |          | Glottales |
| Occlusives   | Sourde       | p [p]      | t [t]       |          | k [k]    | ʔ [ʔ]     |
| Occlusives   | Sonore       | b [b]      | d [d]       |          | g [g]    |           |
| Fricative    | Fricative    |            | s [s]       |          |          | h [h]     |
| Affriquée    | Affriquée    |            |             | j [d͡ʒ]   |          |           |
| Nasale       | Nasale       | m [m]      | n [n]       | ñ [ɲ]    | ŋ [ŋ]    |           |
| roulée       | roulée       |            | r [r]       |          |          |           |
| Semi-voyelle | Semi-voyelle | w [w]      |             | y [j]    |          |           |

## Particularités
Un trait présent dans de nombreuses langues de Bornéo est la « préplosion » des nasales finales. On trouve à Kuap, /-bm/ , /-dn/ /-gŋ/ et /-kŋ/ .

## Sources
- (en) Topping, Donald M., A Dialect Survey of the Land Dayaks of Sarawak, Language and Oral Traditions in Borneo. Selected Papers from the First Extraordinary Conference of The Borneo Reasearch Council, Kuching, Sarawak, Malaysia, August 4-9, 1990, pp. 247-274, Williamsburg, Borneo Research Council, 1990,  (ISBN 0962956864)